# Arthur Parkin
William Arthur Parkin  (ur. 15 lutego 1952 zm. 14 listopada 2023 w Auckland) – nowozelandzki hokeista na trawie. Złoty medalista olimpijski z Montrealu.
Uzyskał tytuł licencjata wychowania fizycznego na Uniwersytecie Otago Był nauczycielem w szkołach średnich Mt Roskill i Auckland
Zawody w 1976 były jego drugimi igrzyskami olimpijskimi. Debiutował w 1972, brał także udział w turnieju w 1984. Łącznie rozegrał 15 spotkań (2 gole). Był kapitanem drużyny narodowej, m.in. w 1984 w Los Angeles. Zmarł w listopadzie 2023 roku